# جون مونكايولا
جون مونكايولا (بالإسبانية: Jon Moncayola)‏ (مواليد 13 مايو 1998) هو لاعب كرة قدم إسباني محترف يلعب كلاعب خط وسط في نادي أوساسونا.